# Lourinhã e Atalaia
 Lourinhã  e Atalaia (llamada oficialmente União das Freguesias de Lourinhã  e Atalaia) es una freguesia portuguesa del municipio de Lourinhã, distrito de Lisboa.

## Historia
Fue creada el 28 de enero de 2013 en aplicación de una resolución de la Asamblea de la República de Portugal promulgada el 16 de enero de 2013 con la unión de las freguesias de Atalaia y Lourinhã, pasando su sede a estar situada en la antigua freguesia de Lourinhã.

## Demografía
| Gráfica de evolución demográfica de Lourinhã e Atalaia entre 2011 y 2021 |
|                                                                          |
| Datos según el nomenclátor publicado por el INE portugués.               |